# Campionat d'Europa de trial 1971
La temporada de 1971 del Campionat d'Europa de trial fou la 4a edició d'aquest campionat, organitzat per la FIM. El calendari oficial constava de 9 proves puntuables, celebrades entre el 25 d'octubre de 1970 i el 29 d'agost de 1971.
Aquella temporada, Mick Andrews guanyà el primer dels dos títols consecutius que aconseguí amb l'OSSA 250 cc, una motocicleta que resultà molt superior a les altres i que aquell mateix any es començà a comercialitzar amb la denominació MAR (de "Mick Andrews Rèplica"). L'anglès va guanyar un total de cinc proves de les vuit en què participà durant la temporada i fou segon a les altres dues (Gran Bretanya i Finlàndia).
El subcampió fou Malcolm Rathmell, en la seva segona temporada al campionat i la primera de completa amb Bultaco i darrere seu es classificaren nombrosos pilots de Montesa, entre els quals destaca el nom d'Yrjö Vesterinen, també en el seu segon any al campionat, que va acabar la temporada amb un tercer lloc a Finlàndia i un segon a Suècia. Aquests èxits li valgueren un contracte amb Bultaco a partir de la temporada següent.

## Sistema de puntuació
Barem de puntuació de 1969 a 1983:
| Posició | 1  | 2  | 3  | 4 | 5 | 6 | 7 | 8 | 9 | 10 |
| Punts   | 15 | 12 | 10 | 8 | 6 | 5 | 4 | 3 | 2 | 1  |

Es comptabilitzen la meitat més un dels resultats obtinguts durant la temporada.

## Calendari
| Ronda | Data           | Any  | Prova         | Lloc          | Guanyador        |
| ----- | -------------- | ---- | ------------- | ------------- | ---------------- |
| 1     | 25 d'octubre   | 1970 | Alemanya      | Bad Endorf    | Mick Andrews     |
| 2     | 29 de novembre | 1970 | Gran Bretanya | Sheffield     | Dave Thorpe      |
| 3     | 17 de gener    | 1971 | Bèlgica       | Solwaster     | Mick Andrews     |
| 4     | 13 de febrer   | 1971 | Irlanda       | Newtownards   | Gordon Farley    |
| 5     | 21 de gener    | 1971 | França        | Clamart       | Mick Andrews     |
| 6     | 7 de març      | 1971 | Espanya       | Matadepera    | Mick Andrews     |
| 7     | 31 de maig     | 1971 | Suïssa        | Oberdiessbach | Mick Andrews     |
| 8     | 22 d'agost     | 1971 | Finlàndia     | Solvalla      | Malcolm Rathmell |
| 9     | 29 d'agost     | 1971 | Suècia        | Karlskoga     | Benny Sellman    |

1. ↑  A Nuuksio, Espoo

## Classificació final
| Posició | Pilot            | Motocicleta | Punts    |
| ------- | ---------------- | ----------- | -------- |
| 1       | Mick Andrews     | OSSA        | 75 (100) |
| 2       | Malcolm Rathmell | Bultaco     | 59 (72)  |
| 3       | Gordon Farley    | Montesa     | 53 (61)  |
| 4       | Rob Edwards      | Montesa     | 52 (64)  |
| 5       | David Thorpe     | OSSA        | 45 (56)  |
| 6       | Benny Sellman    | Montesa     | 29       |
| 7       | Yrjö Vesterinen  | Montesa     | 28       |
| 8       | Lawrence Telling | Montesa     | 19       |
| 9       | Gustav Franke    | Zündapp     | 17       |
| 10      | Alan Lampkin     | Bultaco     | 16       |
|         |                  |             |          |
| 14      | Pere Pi          | Montesa     | 11       |
|         |                  |             |          |
| 17      | Ignasi Bultó     | Bultaco     | 7        |
| 18      | Fernando Muñoz   | Bultaco     | 6        |